# Dipartimento di Kobé
Il dipartimento di Kobé era un dipartimento del Ciad facente parte della regione di Wadi Fira. Il capoluogo era Iriba.

## Geografia antropica

### Suddivisioni amministrative
Il dipartimento è diviso in 3 sottoprefetture:
- Iriba
- Matadjana
- Tiné Djarabara